# Dorfkirche Buschow

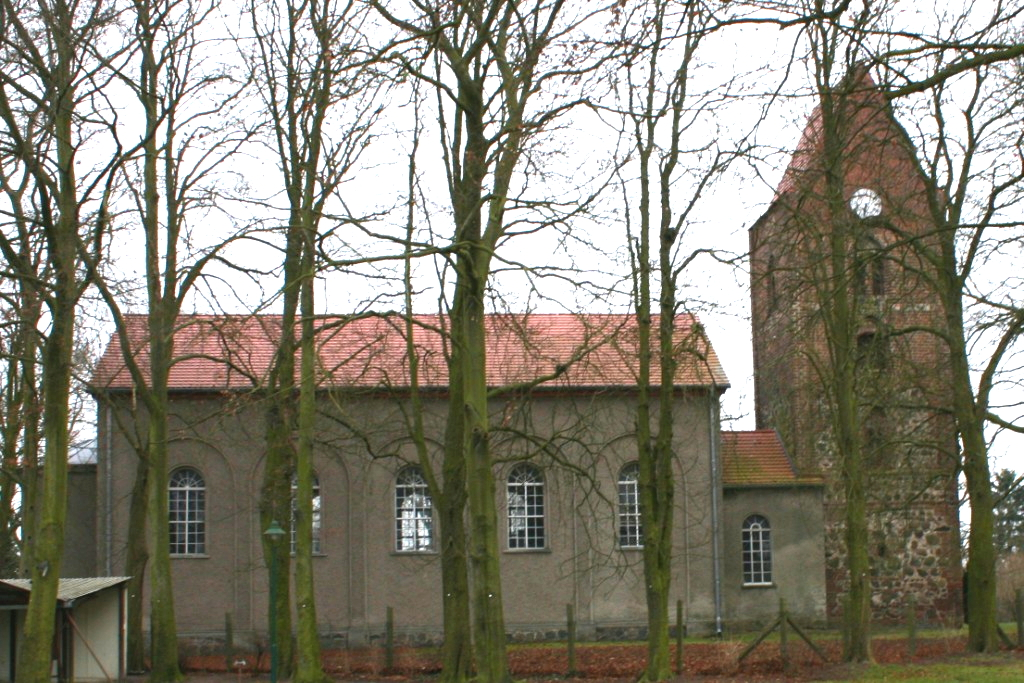
Dorfkirche Buschow

Die evangelische, denkmalgeschützte Dorfkirche Buschow steht in Buschow, einem Ortsteil der Gemeinde Märkisch Luch im Landkreis Havelland in Brandenburg. Die Kirchengemeinde gehört zum Kirchenkreis Nauen-Rathenow der Evangelischen Landeskirche Berlin-Brandenburg-schlesische Oberlausitz.

## Beschreibung
Der quadratische Kirchturm wurde in Mischmauerwerk erbaut, die beiden unteren Geschosse aus Feldsteinen in der zweiten Hälfte des 15. Jahrhunderts und die beiden oberen aus Backsteinen im 19. Jahrhundert. Sein oberstes Geschoss beherbergt hinter den als Biforien gestalteten Klangarkaden den Glockenstuhl. Sein Erdgeschoss ist mit einem Kreuzgratgewölbe überspannt. Der Kirchturm besaß ursprünglich einen kreuzförmigen Abschluss, trägt aber seit 1975 ein quer angeordnetes Satteldach. Das verputzte, mit einem Satteldach bedeckte Langhaus im Rundbogenstil wurde 1864 gebaut, durch einen Zwischenbau im Westen vom Kirchturm getrennt, und nach Osten durch eine halbrunde Apsis ergänzt. Die Orgel wurde durch eine Ahlborn-Orgel ersetzt und die ehemalige Empore wurde abgebaut.